# كيلوواط ساعة

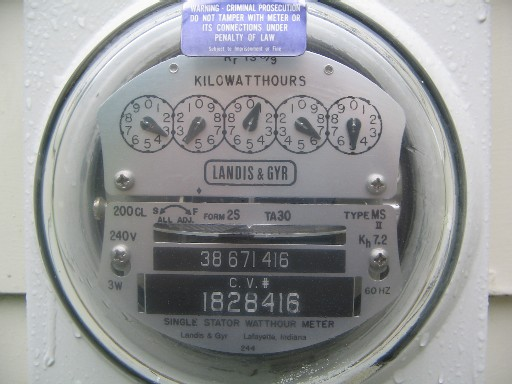
عداد منزلي لقياس الاستهلاك الكهربائي.

كيلوواط ساعة أو كيلوواط ساعي ورمزه kWh أو ك.و.س ، وهو وحدة للتعبير عن الطاقة، وهي تتناسب مع معدل الاستهلاك المنزلي السنوي من الكهرباء حيث يبلغ في المتوسط 4000 كيلوواط ساعة.الواط ساعة (بالإنجليزية: Watt Hour)‏ هو وحدة قياس الطاقة الكهربائية، وهي الطاقة التي تبذلها قدرة واط واحد في ساعة.
الواط ساعة = واط × ساعة = 3600 جول.
أمثلة:
- الكيلواط ساعة يناسب الإستهلاك المنزلي (ألف واط ساعة).
- مقارنة باستهلاك مدينة أو مصنع كبير ، فهؤلاء يناسبهم ميجاواط ساعة ، أي مليون واط ساعة.
- كما تـُقاس محطة انتاج طاقة كهربائية بـ  ميجاواط ، فمثلا نقول محطة شمال بغداد قدرتها 300 ميجاواط. وعندما تشتغل وتنتج كهرباء لمدة ساعتين أو 24 ساعة ، فيقاس  الشغل الذي أنتجته بـميجا واط ساعة.

## تعريف
حسب النظام الدولي للوحدات فإن كيلوواط ساعة واحد يمثل الطاقة التي يتم الحصول عليها نتيجة بذل عمل مقداره ألف واط (كيلوواط) لمدة ساعة واحدة.

## أمثلة
1) إذا كان لديك فرنا كهربائيا يعمل بقدرة 3 كيلواط ، فإنه ينتج طاقة قدرها 3 كيلوواط ساعة (3 × 3600 كيلو جول ) من الحرارة في ساعة واحدة . وإذا عمل الفرن ساعتين فهو ينتج حرارة قدرها 6 كيلوواط ساعة (3 × ( 2 × 3600 كيلو جول ))
(يتم التحويل من الساعة إلى الثانية بضربها ب (3600) أو x ساعة إلى ثانية يتم ضربها ب ( x × 3600 ) وتكون الواحدة واط × ثانية = جول)
وتكون الواحدة اما بالجول أو بالواط الساعة بيحيث (1 واط ساعة = 3600 جول) وهي واحدة الطاقة المستهكلة أو العمل المنجز.
2) لمبة الإنارة نوع 40 واط : يستهلك هذا المصباح 40 واط ساعة (40 × 3600 جول ) كهرباء في ساعة واحدة . وإذا تركناه يضيء لمدة 10 ساعات فهي تستهلك 400 واط ساعة (40 × (10 × 3600 جول ) . وإذا اضاءت سنة كاملة فهي تستهلك :
40 [واط] . 8800 [ساعة ] = 352.000 واط ساعة (40 × (8800 × 3600) جول)
أو 352 كيلوواط ساعة

## تحويلات
- 1 كيلوواط ساعة = 1,000 واط. ساعة
- 1 كيلوواط ساعة = 3.6 ميجا جول = 3600000 جول
- 1,000 كيلوواط ساعة = 1 ميجا واط ساعة
- 1,000 ميجاواط ساعة = 1 جيجا واط ساعة
- 1 تيرا واط ساعة = 1.000.000.000.000 واط. ساعة.

## اقرأ أيضا
- واط
- سوابق SI